# Brie de Meaux
Brie de Meaux es un queso francés con denominación de origen protegida a nivel europeo en virtud del Reglamento (CE) n.º 1107/96 de la Comisión de 12 de junio de 1996, además de AOC en Francia. Se trata de un queso brie elaborado alrededor de la ciudad de Meaux, en la región de Brie (Isla de Francia), departamento de Sena y Marne.

## Historia
El brie es un queso tradicional que se elabora desde hace siglos. Se conoce desde los tiempos de Carlomagno. Aparece mencionado en el Gargantúa y Pantagruel de Rabelais, pues Gargantúa regala un queso de brie a sus padres. Talleyrand y una treintena de embajadores escogieron al brie como «rey de los quesos» durante el congreso de Viena de 1814. 

## Denominación de origen
Obtuvo el reconocimiento AOC en el año 1980, y el reconocimiento DOP en 1996. A nivel internacional, cuenta con registro como denominación de origen, conforme al Sistema de Lisboa, ante la Organización Mundial de la Propiedad Intelectual, desde el 5 de octubre de 1983.

## Elaboración
Se usa leche cruda de vaca. El queso se introduce a mano en un molde especial, que recibe el nombre de pelle à Brie. Cada pieza requiere unos 25 litros de leche. La forma de maduración es similar a la del Brie de Melun. Hay una fermentación láctica de, al menos, 18 horas, lo que permite que aparezca el fermento del rojo, esto es, unas estrías rojas que aparecen por debajo de la corteza aterciopelada blanca. 

## Características
Tiene forma de cilindro plano de 35 a 37 centímetros de diámetro, llegando a pesar cada pieza unos 2,8 kilos. Tiene un 45 % de materia grasa. La corteza es mohosa, fina y de color blanco. Emana un aroma frutal y a nuez. El sabor resulta más suave y menos salado que el Brie de Melun. Se recomienda tomarlo con champán o vinos tintos (Burdeos, Borgoña, Bourgueil, Gaillac, Pinot Noir o Turena). 